# Eat Your Salad
Az Eat Your Salad (magyarul: Edd meg a salátád) a Citi Zēni lett együttes dala, mellyel Lettországot képviselték a 2022-es Eurovíziós Dalfesztiválon Torinóban. A dal 2022. február 12-én, a lett nemzeti döntőben, a Supernovában megszerzett győzelemmel érdemelte ki a dalversenyen való indulás jogát.

## Eurovíziós Dalfesztivál
2021. november 29-én vált hivatalossá, hogy az együttes alábbi dala is bekerült a 2022-es lett eurovíziós nemzeti döntő mezőnyébe. A dal hivatalosan a következő napon jelent meg, majd a február 5-i elődöntőjében adták elő először, ahonnan sikeresen továbbjutottak. A dal a február 12-én rendezett döntőt megnyerte, így ők képviselik Lettországot az elkövetkezendő Eurovíziós Dalfesztiválon.
A dalfesztivál előtt Barcelonában, Londonban, Tel-Avivban, Amszterdamban és Madridban, eurovíziós rendezvényeken népszerűsítették versenydalukat.
Az Eurovíziós Dalfesztiválon a dalt először a május 10-én rendezendő első elődöntőben adták elő fellépési sorrend szerint másodikként az Albániát képviselő Ronela Hajati Sekret című dala után és a Litvániát képviselő Monika Liu Sentimentai című dala előtt. Az elődöntőben a nézői szavazatok és a nemzetközi zsűrik pontjai alapján nem került be a dal a május 14-én megrendezésre került döntőbe. Összesítésben 55 ponttal a 14. helyen végeztek.
A következő lett induló a Sudden Lights Aijā című dala volt a 2023-as Eurovíziós Dalfesztiválon.

## A dal háttere
Az együttes azért írta a dalt hogy egy nehéz témát könnyen megemészthetővé és szórakoztatóvá, hallgathatóvá tegyenek. A dalhoz két fő ihletforrást neveztek meg: az egyik az együttes egyik tagja, Jānis vegán barátja volt, aki olyan inget viselt, amelyen az állt, hogy Instead of meat, I eat pussy (magyarul: Hús helyett puncit eszek), a másik pedig egy lett főzőműsor versenyzője volt, aki megváltoztatta Jānis nézeteit a környezetről, és a végén kihívta, hogy készítsen egy dalt ennek az ideálnak az alapján, és fejlessze ezt olyan dallá, amely nem lenne nyomasztó.
A dal nagyrészt a veganizmus vonzerejéről és a környezetbarát életmódról szól. Az első versszak a környezetbarát dolgokról szól, amelyeket az együttes tagjai is művelnek. A második versszak tele van számos szexuális utalással, egy környezetbarát nőre utalva, akihez az együttes tagjai vonzódnak. A kórus ötvözi a veganizmus üzeneteit és azt, hogy ez szexuálisan mennyire kívánatos.

## Dalszöveg
Know that being green is hot

It's hot

Being green is cool

It's cool

Eat your salad, save the planet,

Being green is sexy as f***

Tudd, hogy zöldnek lenni szexi

Ez szexi

Zöldnek lenni menő

Ez menő

Edd a salátád, mentsd meg a bolygót

Zöldnek lenni r*hadt szexi